# Phrygane
Phryganea
Genre
Les phryganes (genre Phryganea) sont de petits (20 à 30 mm) insectes ternes de l'ordre des trichoptères (du grec trikhos « poil, cheveu » et pteros, de pteron « aile »).

## Caractéristiques
Leur petite taille et leurs ailes tomenteuses les font ressembler aux papillons de nuit. Sous les noms variés de : cherfaix, traîne-bûche, caset, échevin, cercado, moine, porte-bois, clapotte, portefaix, pape, etc., les larves sont bien connues des pêcheurs de truite qui les utilisent communément comme appât.
Pour fabriquer son fourreau qui lui sert à se protéger des prédateurs, la larve de phrygane utilise tout d'abord les sécrétions de ses glandes salivaires. Elle se tisse cet habit de soie avant de le recouvrir de petits éléments hétéroclites récoltés au fond de l'eau. Pour réaliser cette savante construction elle utilise ses pièces buccales et ses pattes antérieures. Puis, au fur et à mesure qu'elle grandit, elle élargit et allonge le devant du costume, tandis que l'arrière, devenu trop étroit, est coupé et rejeté !
Les phryganes se nourrissent principalement de matière végétale en décomposition. Elles consomment notamment les algues (trop grosses pour le zooplancton) qui se développent sur les rameux aquatiques des utriculaires, favorisant la croissance des micro-algues, nourriture favorite de ce zooplancton qui est ainsi « attiré » par la plante carnivore, devenant ainsi sa proie de choix.
Au Québec, la phrygane, particulièrement abondante au début de l'été, porte le nom familier de « manne », quoique le même terme puisse également désigner les éphémèroptères.

## Liste des sous-genres et espèces
Selon ITIS (6 sept. 2018) :
- sous-genre Phryganea (Colpomera) McLachlan, 1862
- sous-genre Phryganea (Neophryganea) Martynov, 1924
- sous-genre Phryganea (Phryganea) Linnaeus, 1758
- Phryganea atomaria Gmelin, 1789
- Phryganea labefacta Scudder, 1890
- Phryganea miocenica Cockerell, 1913
- Phryganea spokanensis Carpenter, 1931
- Phryganea wickhami Cockerell, 1914

Selon BioLib (6 sept. 2018) :
- sous-genre Colpomera
- Phryganea bipunctata Retzius, 1783
- Phryganea grandis Linnaeus, 1758
- Phryganea nattereri Brauer, 1873
- Phryganea ochrida Malicky, 1975
- Phryganea rotundata Ulmer, 1905